# Peter Pringsheim

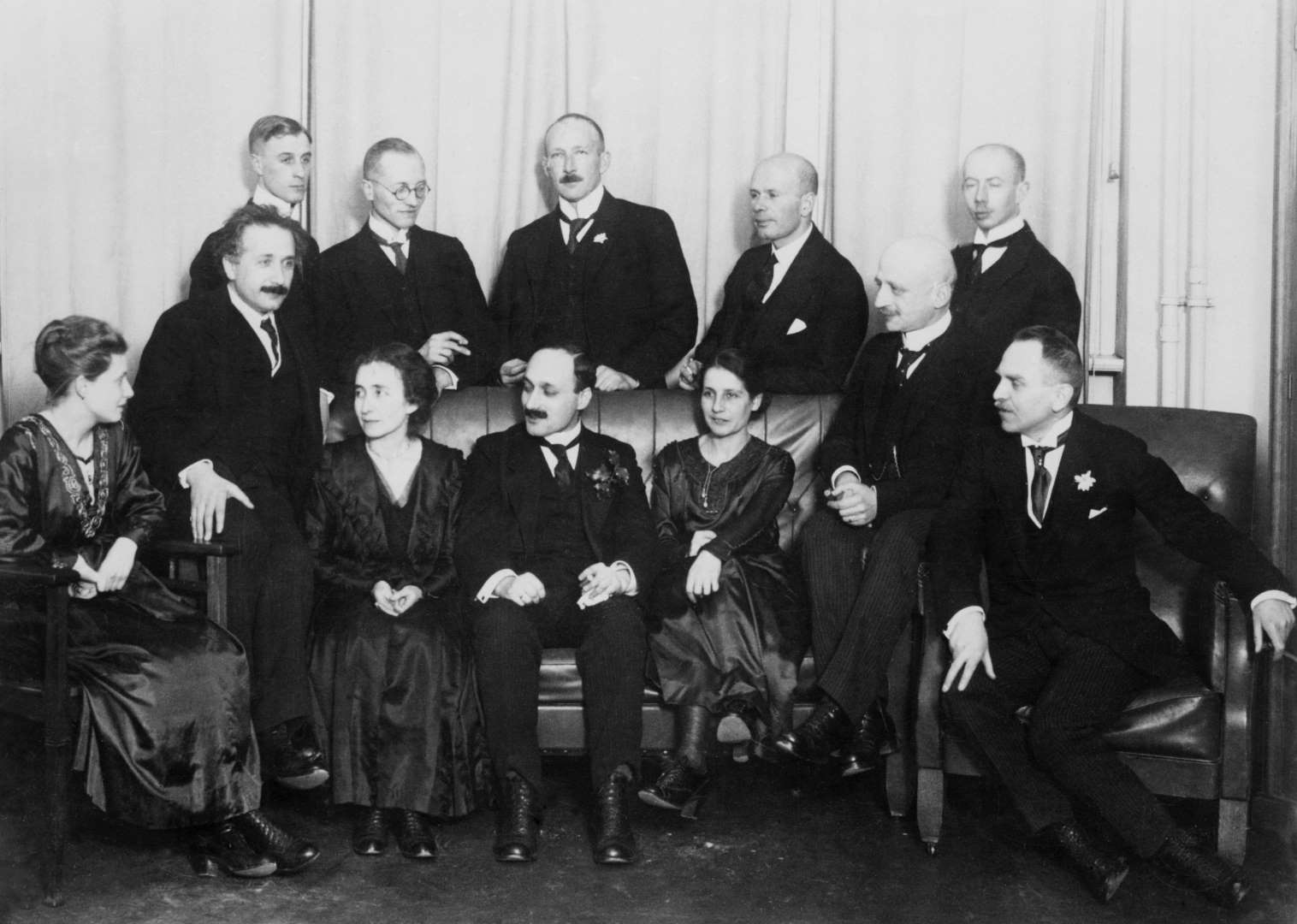
Berliner Physiker und Chemiker 1920. Stehend vlnr: Walter Grotrian, Wilhelm Westphal, Otto von Baeyer, Peter Pringsheim, Gustav Hertz. Sitzend vlnr: Hertha Sponer, Albert Einstein, Ingrid und James Franck, Lise Meitner, Fritz Haber, Otto Hahn

Peter Pringsheim (* 19. März 1881 in München; † 20. November 1963 in Antwerpen, Belgien) war ein deutscher Professor für Physik.

## Leben
Pringsheim entstammte der äußerst wohlhabenden deutsch-jüdischen Familie Pringsheim aus Schlesien und war der Sohn des Mathematikers Alfred Pringsheim (1850–1941) und seiner Frau Hedwig Pringsheim (1855–1942), der Tochter der Frauenrechtlerin Hedwig Dohm. Pringsheims Schwester, Katia Mann, war die Ehefrau des Schriftstellers Thomas Mann. Er selbst war mit Emmeke (auch Emilia) Clément seit 1923 verheiratet.
Wie sein Vater schlug er als Physiker eine akademische Laufbahn ein. Nach dem Abitur 1899 am Wilhelmsgymnasium München studierte er von 1900 bis 1906 an der Universität München und schloss sein Studium mit einer Doktorarbeit aus der Physik der Gasentladungen bei Wilhelm Conrad Röntgen ab. Nach dem Studium arbeitete Peter Pringsheim als Post-Doktorand bei Eduard Riecke in Göttingen und J. J. Thomson im englischen Cambridge. Von Thomson erhielt Pringsheim die Anregung, sich mit dem lichtelektrischen Verhalten der Alkalimetalle zu beschäftigen. Als Pringsheim 1908 in das Physikalische Institut der Universität Berlin unter Direktor Heinrich Rubens eintrat, traf er dort auf Robert Wichard Pohl, der bereits auf diesem Gebiet arbeitete. Ergebnis dieser Zusammenarbeit war das Fachbuch Die lichtelektrischen Erscheinungen von 1914.
Während des Besuchs einer in Australien abgehaltenen Konferenz der British Association for the Advancement of Science brach der Erste Weltkrieg aus, weshalb Pringsheim in Australien als Deutscher interniert wurde. Er musste den gesamten Krieg in einem Internierungslager verbringen, wurde auch nach Kriegsende noch weiter festgehalten und erst 1919 entlassen. In der Zeit der Internierung war es Pringsheim möglich, physikalische Fachliteratur zu lesen. Er befasste sich mit dem Teilgebiet Fluoreszenz und Phosphoreszenz und brachte, als er 1919 nach Berlin zurückkehrte, ein fast fertiges, allein auf Literaturstudium beruhendes Buchmanuskript mit, das dann 1921 unter dem Titel Fluoreszenz und Phosphoreszenz im Lichte der neueren Atomtheorie veröffentlicht wurde. Sein Kollege Pohl wurde inzwischen habilitiert und 1920 Professor an der Universität Göttingen, ebenso wie ein anderer Kollege am Berliner Institut, James Franck. Dieser sollte im Leben Pringsheims noch eine besondere Rolle spielen.
Da Pohl nun in Göttingen war, wandte sich Pringsheim ausschließlich seinem neuen Arbeitsgebiet Fluoreszenz und Phosphoreszenz zu, das er lebenslang bearbeitete. Infolge seiner Forschungen und Lehrveranstaltungen wurde er 1925 planmäßiger, sogenannter außerordentlicher Professor und 1930 persönlicher ordentlicher Professor der Physik an der Universität Berlin.
Sein wissenschaftlicher Erfolg spiegelt sich in seinen Mitarbeitern, wie
- Antonio Carrelli, später Professor an der Universität Neapel,
- Sergei Iwanowitsch Wawilow, später Präsident der Akademie der Wissenschaften der Sowjetunion,
- Alexander Nikolajewitsch Terenin, später Professor an der Universität Leningrad,
- D. M. L. Yost, später Professor am California Institute of Technology

und den Doktoranden
- Hans Klumb, später Professor an der Universität Mainz,
- Guenter Mönch, später Professor an der Universität Halle,
- Robert Rompe, später Professor an der Humboldt-Universität Berlin und
- Wolfgang Berg, später Professor an der ETH Zürich

wider.
Obwohl evangelisch getauft, wurde er wie die anderen Mitglieder seiner Familie aufgrund seiner jüdischen Abstammung von den Nationalsozialisten verfolgt. Peter Pringsheim wurde 1933 auf der Basis des Gesetzes zur Wiederherstellung des Berufsbeamtentums zunächst „beurlaubt“ und dann „in den Ruhestand versetzt“, was einem Berufsverbot gleichkam.
Vermutlich mit der Hilfe seiner belgischen Ehefrau gelang es Pringsheim, dass Auguste Piccard, der Physikprofessor an der belgischen Université Libre in Brüssel war, ihn in sein Institut aufnahm. Hier wirkte Pringsheim zunächst von 1933 bis 1937 als Drittmittelforscher, ab 1937 als Professeur agréé.
Nach dem Einmarsch der deutschen Truppen in Belgien wurde Pringsheim am 10. Mai 1940 auf der Straße verhaftet und schließlich in das französische Konzentrationslager Gurs gebracht. Seine Ehefrau Emilia hatte bis Kriegsende keine Information über den Verbleib ihres Ehemanns. Mit Hilfe hochgestellter Persönlichkeiten aus der Politik konnte Pringsheims Schwager Thomas Mann es erreichen, dass Pringsheim am 6. Dezember 1940 aus dem Lager entlassen wurde. Für die Einreise in die USA war aber der Nachweis einer Anstellung an einer amerikanischen Universität erforderlich. Sein früherer Kollege James Franck, inzwischen Professor an der Universität Chicago, setzte sich für ihn ein, und schließlich gelang es an der Universität von Kalifornien eine drittfinanzierte und auf ein Jahr befristete Anstellung zu finden. Die eine Hälfte seines Gehalts wurde von dem Emergency Committee in Aid of Displaced Foreign Scholars, die andere Hälfte von Thomas Mann persönlich bezahlt.
Noch vor Ablauf des Jahres bot Franck Pringsheim eine Stelle in Chicago an, da aufgrund des Krieges nicht alle Stellen besetzt waren. Pringsheim nahm dieses Angebot an und arbeitete bis 1944 im Franck'schen Institut in Chicago. 1943 wurde er Fellow der American Physical Society. Wegen des nun abzusehenden Ende des Krieges und dem bevorstehenden Ausscheiden im Falle der Rückkehr des Stelleninhabers, nahm Pringsheim  am 1. September 1944 eine Stelle in der Industrie an. Er wurde jedoch am 9. Juli 1946 entlassen, da die Firma ihre Forschungsabteilung auflöste, woraufhin ihm Franck eine Anstellung am Staatlichen Forschungsinstitut Argonne National Laboratory bei Chicago vermittelte. Dort war er von 1947 bis 1954 tätig und schied erst mit 73 Jahren aus.
Pringsheim kehrte nach Belgien zurück und lebte dort mit seiner Frau in Antwerpen. 1961  empfing er die Ehrendoktorwürde der
Universität Gießen.

## Veröffentlichungen
Peter Pringsheim hat 138 wissenschaftliche Veröffentlichungen verfasst, hauptsächlich Aufsätze in wissenschaftlichen Fachzeitschriften.
Besonders hervorzuheben sind die Buchpublikationen:
- Die lichtelektrischen Erscheinungen. Braunschweig 1914 (mit  Robert Wichard Pohl)
- Fluoreszenz und Phosphoreszenz im Lichte der neueren Atomtheorie. Berlin 1921, 2. Aufl. 1923, 3. Aufl. 1928
- Luminescence of Liquids and Solids and its Practical Applications. New York 1943, Rev. Repr. 1946 (mit M. Vogel). (dt. Lumineszenz von Flüssigkeiten und festen Körpern. Berichtigte und auf den neuesten Stand ergänzte deutsche Ausgabe. Weinheim 1951 (mit M. Vogel))
- Fluorescence and Phosphorescence. New York 1949

Außerdem verfasste er Handbuchartikel für das Handbuch der Physik sowie für das Handwörterbuch der Naturwissenschaften.